# Harmanec (potok)
Harmanec – potok będący dopływem rzeki Bystrica na Słowacji. Jego źródło znajduje się w Wielkiej Fatrze, w jej podjednostce Bralná Fatra. Potok wypływa na południowym zboczu szczytu Krásný kopec (1237 m) na wysokości ok. 1000 m, potem skręca na południowy wschód i płynie dalej przez Harmanecką dolinę.
Harmanec ma kilka dopływów. Lewobrzeżne to potok płynący doliną Túfna i potok Rakytov, prawobrzeżne to potok spod Svrčinníka i Čierny potok. Harmanec przepływa przez Horný Harmanec i Dolný Harmanec. W tym ostatnim na wysokości około 495 m n.p.m. wpływa do Bystricy.
Jest to potok górski, o korycie skalistym i głęboko wciętym. W wielu miejscach podciął skały tworząc strome, skaliste klify. W jego zlewni rośnie duża liczba cisów. Na obszarze ich występowania utworzono rezerwat przyrody Harmanecká tisina. W Dolnym Harmancu na potoku Harmanec istniała elektrownia wodna Boboty, Dolný Harmanec. Obecnie jest ona atrakcją turystyczną jako vodný žľab Harmanec. Pozostały po niej śluzy na potoku, budynek elektrowni i wymontowana z niej turbina wodna. Obok nieczynnej elektrowni prowadzi żółto znakowana ścieżka dydaktyczna z tablicami informacyjnymi.
Koryto potoku Harmanec w znacznej części swojego biegu tworzy granicę oddzielająca Góry Kremnickie od Wielkiej Fatry.

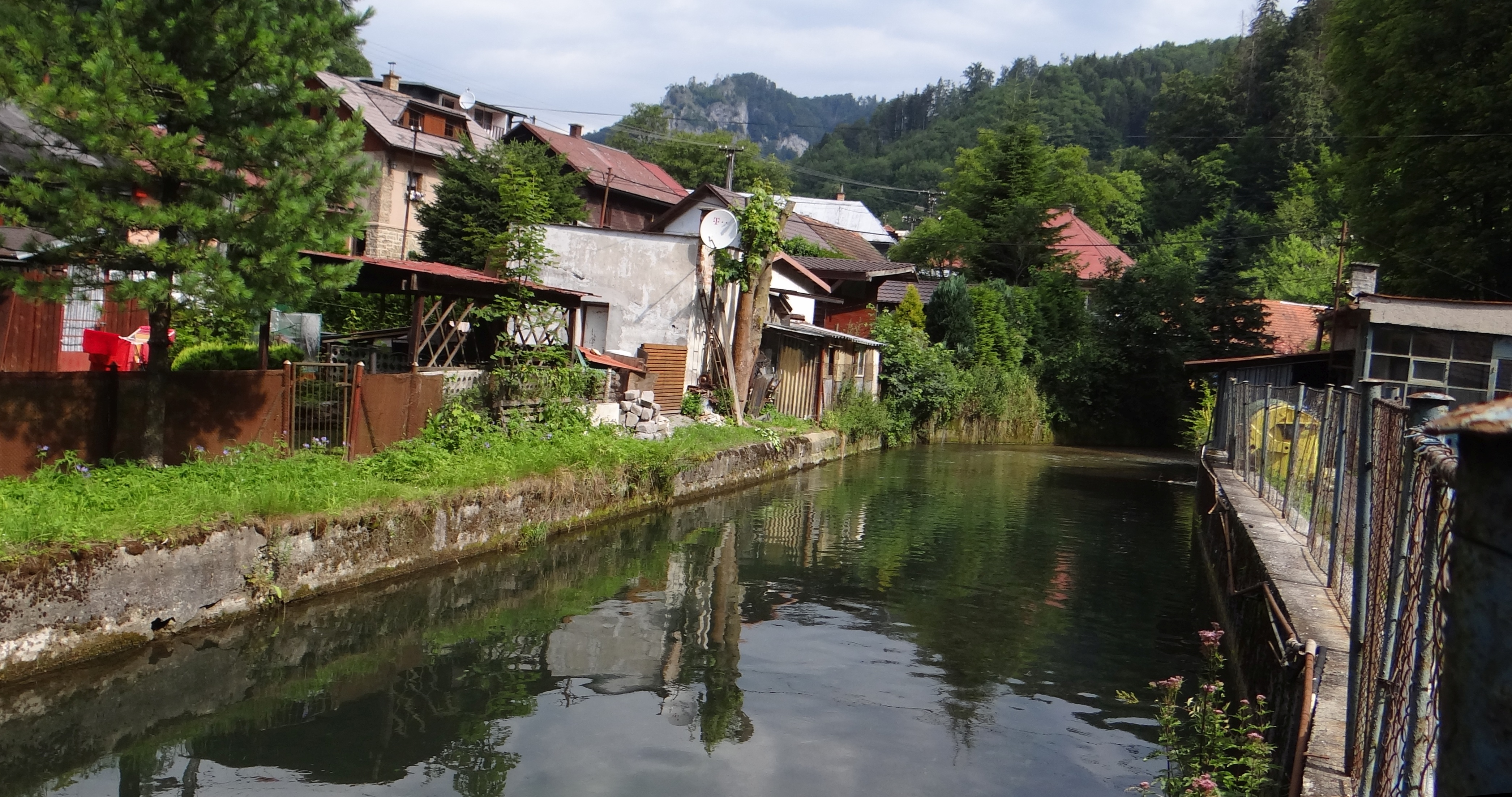
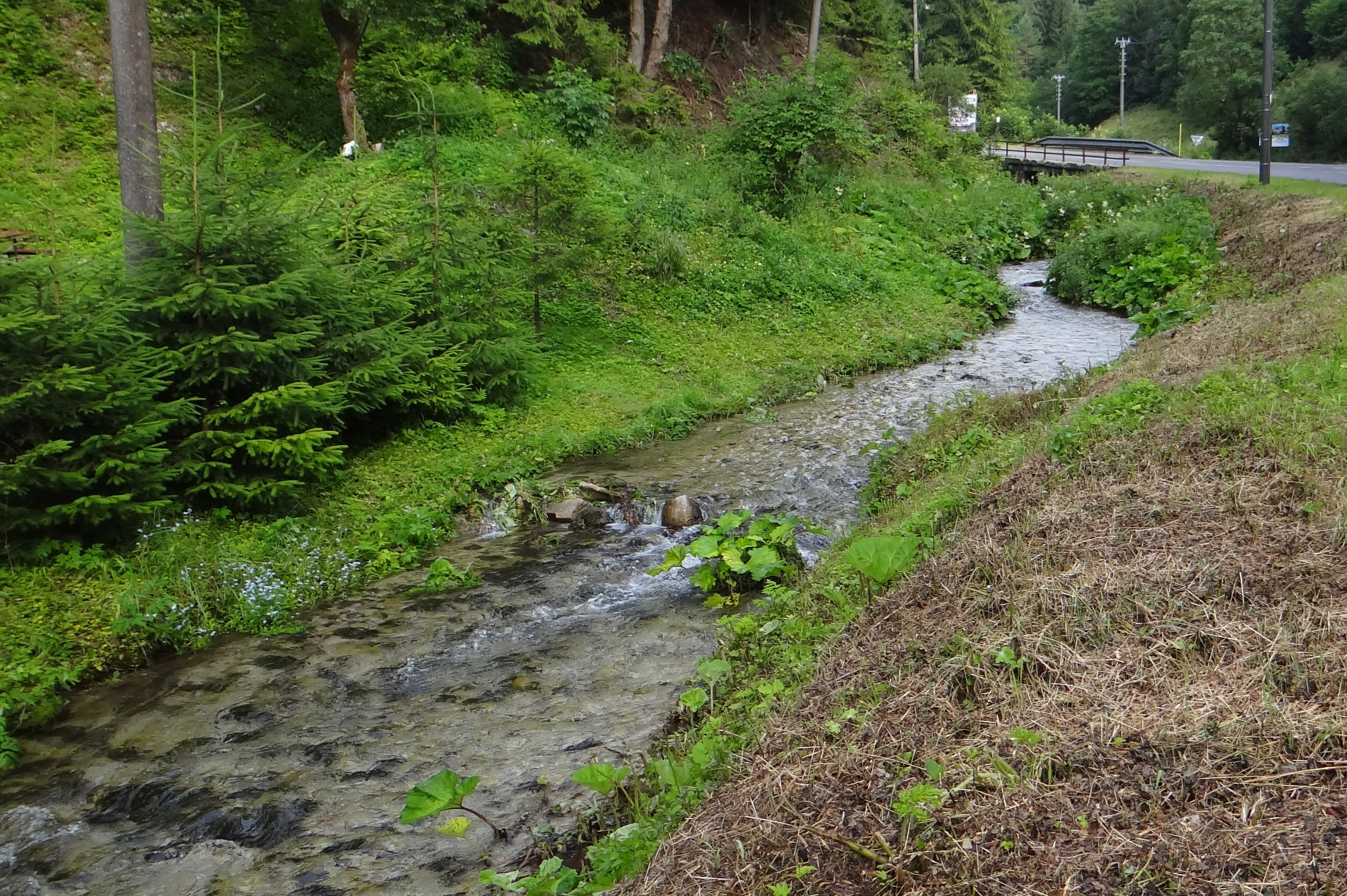
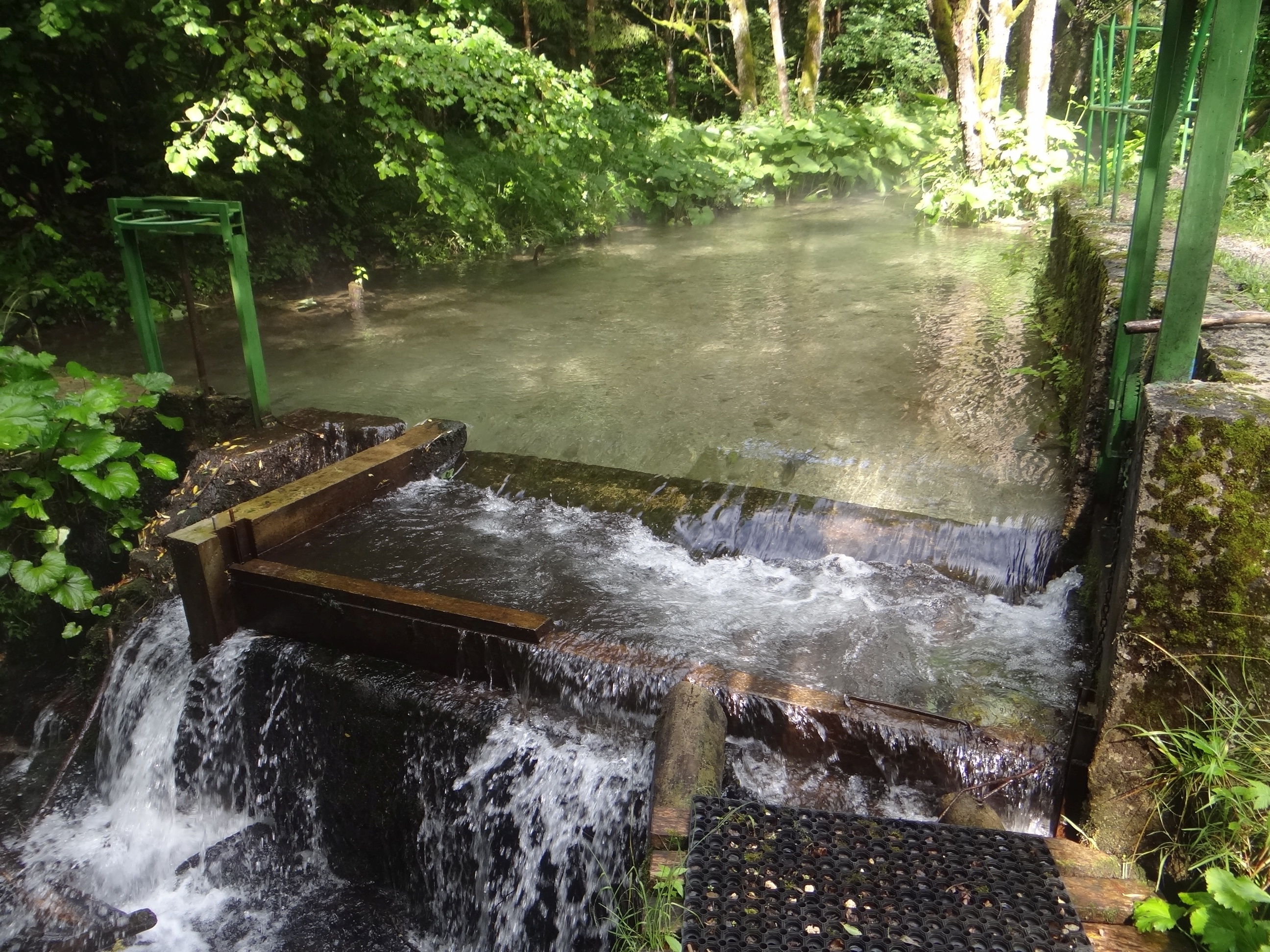
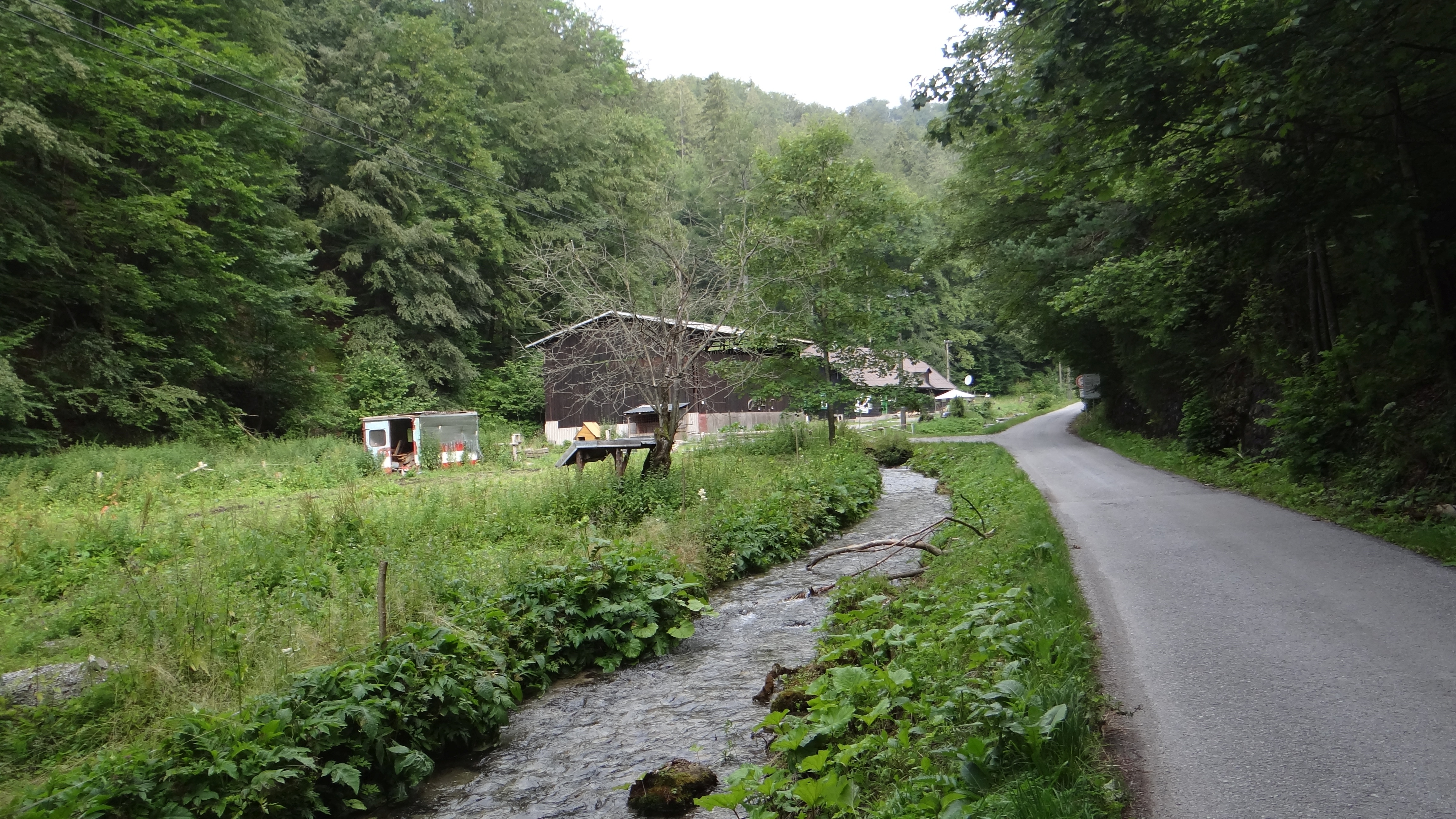
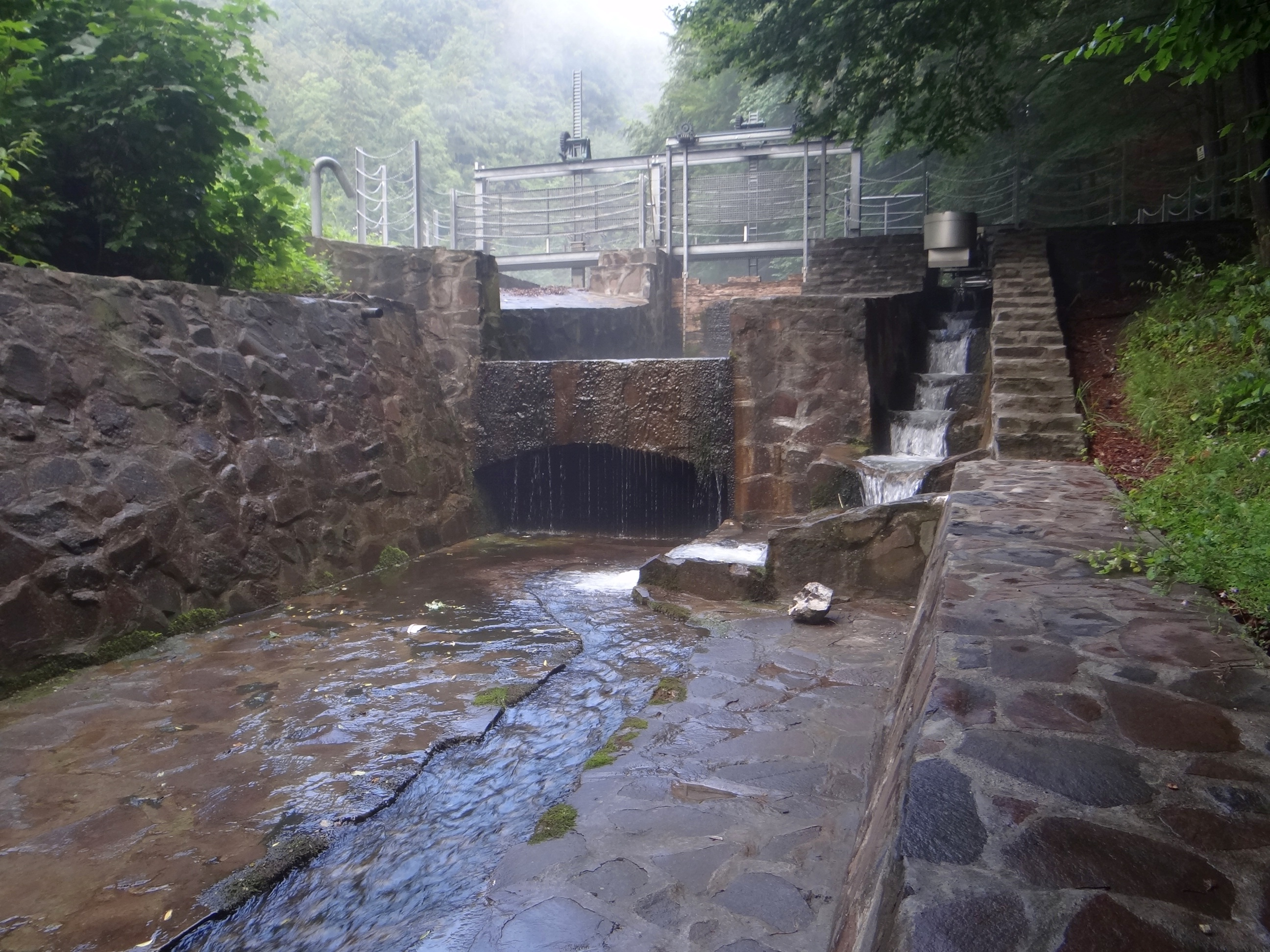
Śluza